# Alessandro Giuli
Alessandro Giuli (né le 27 septembre 1975) est un journaliste et homme politique italien qui est ministre de la Culture dans le gouvernement de Giorgia Meloni depuis le 6 septembre 2024.

## Biographie
Alessandro Giuli est né à Rome le 27 septembre 1975. Durant sa jeunesse, il devient membre de Meridiano Zero, un mouvement d'extrême droite et néofasciste,,. Son grand-père paternel est un fervent partisan du régime de Benito Mussolini et de la République de Salò. À quatorze ans, Giuli rejoint le Front des Jeunes, l'organisation de jeunesse du Mouvement social italien (MSI), un parti nostalgique du fascisme et successeur de la République de Salò. Il participe également aux mouvements néofascistes et néonazis actifs à Rome.
Il étudie la philosophie à l'université de Rome « La Sapienza », sans obtenir de diplôme. Durant ces années, il développe une passion pour le paganisme préchrétien et les anciennes populations italiques, auxquelles il consacre plus tard des études et des recherches en lien avec la culture néofasciste, qui tout au long du XXe siècle s'inspire souvent des rituels et de l'imagerie de ces peuples.
Il commence sa carrière journalistique dans certains journaux locaux, puis rejoint Il Foglio, où il est d'abord nommé directeur adjoint en 2008, puis codirecteur jusqu'en 2017. De février à novembre 2017, il est directeur de Tempi . Il travaille aussi pour Linkiesta, Il Tempo et Libero. En plus du journalisme, Giuli écrit plusieurs livres, dont Il passo delle oche. L'identité irrisolta dei postfascisti, Individui e potere tra identità e integrazione, et E viene la Magna Madre: i riti, il culto e l'azione di Cibele Romana, et est membre du comité scientifique de la Fondation Leonardo-Civiltà delle Macchine et analyste et consultant pour la Fondation Med-Or.

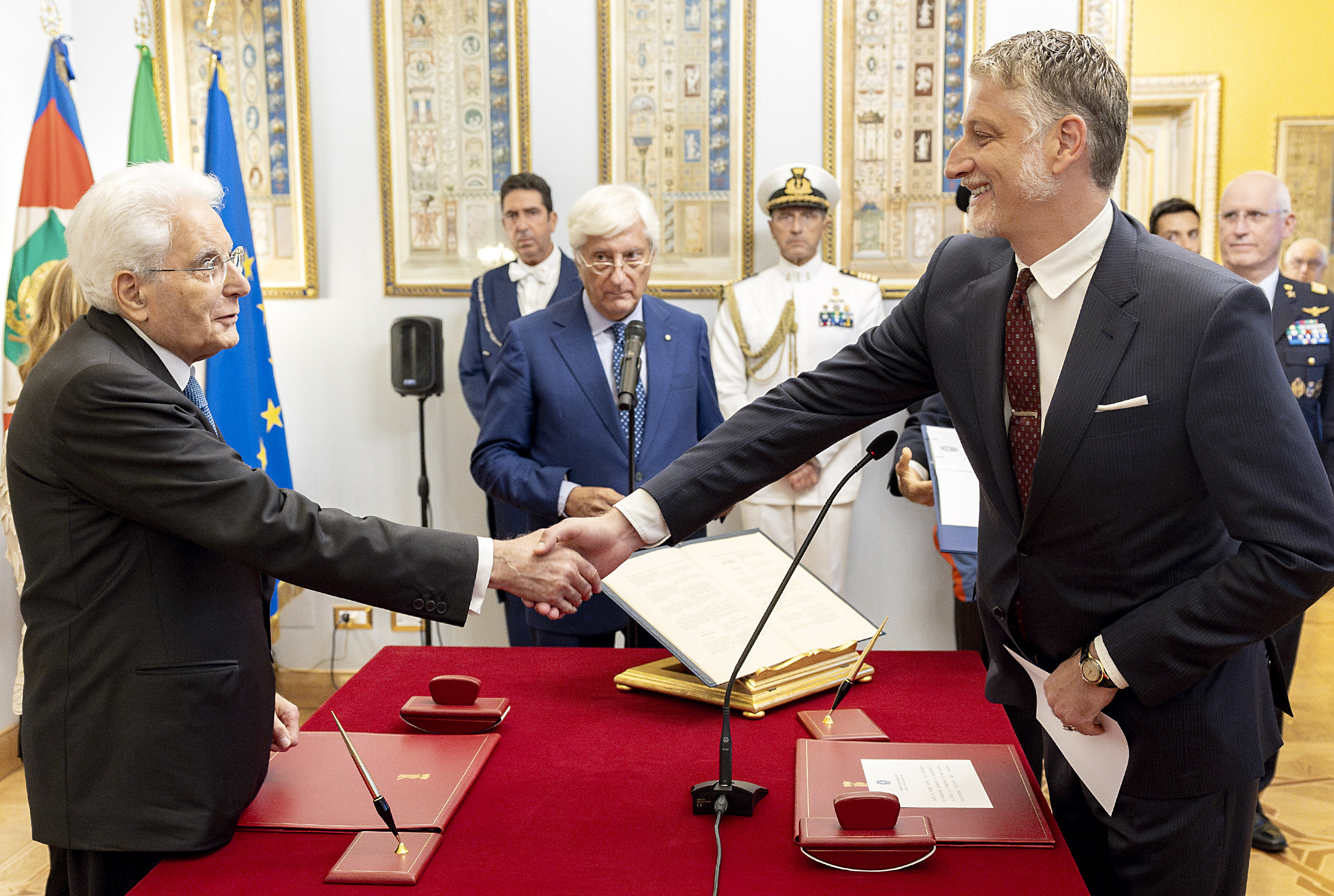
Alessandro Giuli prête serment en tant que ministre devant le président Sergio Mattarella.

Il élargit sa carrière au divertissement télévisuel et collabore avec Corriere dell'Umbria et L'Argonauta sur Rai Radio 1. Il devient un visage populaire à la télévision entre 2019 et 2020 lorsqu'il est un invité régulier de l'émission Patriae, animée par Annalisa Bruchi sur Rai 2. En 2020, aux côtés de Francesca Fagnani, Giuli co-anime Seconda linea sur Rai 2, une émission qui se termine après deux épisodes. Il est également un invité fréquent de l'émission Otto e mezzo, animée par Lilli Gruber sur La7.
Le 23 novembre 2022, le ministre de la Culture Gennaro Sangiuliano le nomme président de la Fondation MAXXI, à compter du 12 décembre 2022,. 
Le 6 septembre 2024, à la suite de la démission de Sangiuliano, Alessandro Giuli est nommé nouveau ministre de la Culture,.
Il est marié à Valeria Falcioni, journaliste de Sky TG24. Ensemble, ils ont deux enfants (nés en 2016 et 2019).